# Madhuca tomentosa
Madhuca tomentosa är en tvåhjärtbladig växtart som beskrevs av Herman Johannes Lam. Madhuca tomentosa ingår i släktet Madhuca och familjen Sapotaceae. IUCN kategoriserar arten globalt som nära hotad. Inga underarter finns listade i Catalogue of Life.